# Дундур, Вольдемар Петрович
Вольдемар Петрович Дундур (8 апреля 1938, Ленинград — 14 апреля 2023, Санкт-Петербург) — советский гребец и тренер по академической гребле. Чемпион СССР в составе восьмёрки распашной, участник летних Олимпийских игр в Риме. Заслуженный тренер РСФСР.

## Биография
Родился 8 апреля 1938 года в Ленинграде. Отец — Пётр-Вольдемар Петрович Дундур (1898—1938), гребец и тренер, расстрелян в годы Большого террора.
Наибольшего успеха как спортсмен добился в сезоне 1960 года, когда стал чемпионом Советского Союза в зачёте восьмёрок распашных с рулевым и благодаря череде удачных выступлений удостоился права защищать честь страны на летних Олимпийских играх в Риме. Стартовал в составе экипажа, куда также вошли гребцы Михаил Баленков, Виктор Баринов, Виктор Богачёв, Николай Гомолко, Борис Горохов, Леонид Иванов, Владимир Малик и рулевой Юрий Лоренцсон, тем не менее, попасть здесь в число призёров им не удалось — на стартовом отборочном этапе они финишировали только четвёртыми, тогда как в утешительном заезде показали второй результат, уступив на финише команде из Франции.
Вскоре после римской Олимпиады Дундур пересел из восьмёрки в двойку без рулевого и ещё в течение некоторого времени в паре с Виктором Тарасенко выступал на чемпионатах СССР и первенствах ВЦСПС. Ещё во время спортивной карьеры в 1959 году окончил Государственный институт физической культуры имени П. Ф. Лесгафта и занялся тренерской деятельностью, набрав группу молодых гребцов.
Как тренер добился большого успеха на юношеском и юниорском уровнях, так, уже в 1962 году созданные им восьмёрка и четвёрка парная одержали победу на юношеском первенстве СССР. На чемпионате мира среди юниоров 1973 года в английском Ноттингеме его восьмёрка заняла третье место, тогда как в 1977 году на аналогичных соревнованиях в финском Тампере четвёрка с рулевым под его руководством стала второй.
За долгие годы тренерской работы Вольдемар Дундур подготовил многих талантливых спортсменов, которые впоследствии выступали на Олимпийских играх, чемпионатах Европы и мира. Один из самых известных его воспитанников — бронзовый призёр Олимпийских игр Виктор Суслин, перешедший к Дундуру от тренера Виктора Тихомирова. Также в числе его учеников серебряный и бронзовый призёр чемпионатов Европы Иван Подшивалов, такие известные гребцы как Юрий Губанов, Виктор Сакс, Александр Шляго, Александр Соловейчик, Владимир Александров (ставший впоследствии известным судостроителем), Александр Гусаков и др. За выдающиеся достижения на тренерском поприще удостоен почётного звания «Заслуженный тренер РСФСР».
Умер 14 апреля 2023 года.